# Einig (Automobilhersteller)
Einig war ein US-amerikanischer Hersteller von Automobilen.

## Unternehmensgeschichte
John Einig war ein Schiffsingenieur in Jacksonville in Florida. Er stellte 1896 mindestens zwei Dampfwagen her, die er auch verkaufte. Der Markenname lautete Einig, evtl. mit dem Zusatz Steam. Nach 1896 verliert sich die Spur des Unternehmens. Einig starb 1912.

## Fahrzeuge
Die Fahrzeuge hatten auffallend große Räder und einen kurzen Radstand. Ein Dampfmotor trieb sie an. Ungewöhnlich war die Verwendung von Motorenbenzin. Der Verbrauch war mit 1,5 Quart pro Stunde angegeben. Das sind etwa 1,7 Liter. Hervorgehoben wurde, dass der entweichende Dampf nahezu unsichtbar sei und das Geräusch stark gedämmt war, sodass Pferde nicht scheuten. Trotzdem war es schwierig, eine Betriebserlaubnis zu erhalten.
Ein längerer Bericht in der Fachzeitschrift Scientific American sorgte für einige Anfragen. Das erste Fahrzeug wurde an einen Leser der Zeitschrift nach England verkauft und gilt als eines der ersten exportierten Kraftfahrzeuge der USA.
Ein zweites Fahrzeug wurde nach New York verkauft. Als Probleme auftraten, nahm Einig das Fahrzeug zurück. Er überarbeitete es und verkaufte es an zwei örtliche Klempner namens Koons und Golder, die es zu einem Lastkraftwagen umbauten.